# Марсель Вітечек
Марсель Вітечек (нім. Marcel Witeczek, нар. 18 жовтня 1968, Тихи) — німецький футболіст польського походження, що грав на позиції нападника.
Протягом 15 сезонів він зіграв у 410 матчах Бундесліги і забив 50 голів, представляючи чотири команди — «Баєр Юрдінген», «Кайзерслаутерн», «Баварію» та «Боруссію» (Менхенгладбах), при цьому виступаючи за мюнхенський колектив став дворазовим чемпіоном Німеччини та володарем Кубка УЄФА. Також виступав за молодіжну збірну Німеччини, з якою став віце-чемпіоном світу 1987 року.

## Клубна кар'єра
Народився 18 жовтня 1968 року в місті Тихи у Польщі. Коли хлопцю було 13 років, він з батьками перебрався до Західної Німеччини, де займався футболом в клубах «Обергаузен Рейнланд», «Рот Вайс» (Обергаузен) та «Баєр Юрдінген». З останньою командою дебютував у Бундеслізі 8 серпня 1987 року в грі проти «Хомбурга» і загалом провів в ній п'ять сезонів, взявши участь у 142 матчах чемпіонату.
У 1991 році перейшов до «Кайзерслаутерна». Відіграв за кайзерслаутернський клуб наступні два сезони своєї ігрової кар'єри. Більшість часу, проведеного у складі «козлів», був основним гравцем атакувальної ланки команди.
1993 року уклав контракт з «Баварією», у складі якого провів наступні чотири роки своєї кар'єри гравця і також здебільшого виходив на поле в основному складі команди. За цей час двічі виборював титул чемпіона Німеччини, а також ставав володарем Кубка УЄФА в сезоні 1995/96 став володарем Кубка УЄФА, в півфіналі якого забив переможний м'яч у ворота «Барселони».
З 1997 року шість сезонів захищав кольори «Боруссії» (Менхенгладбах). Тренерським штабом нового клубу також розглядався як гравець «основи», однак у 1999 році він вилетів з «Борусією» з Бундесліги і провів два роки у другому дивізіоні, після чого повернувся до еліти і у 2001—2003 роках знову виступав у німецькому першому дивізіоні.
Протягом 2003—2005 років захищав кольори клубу «Ваттеншайд 09», вилетівши 2004 року з командою з Регіоналліги до Оберліги, четвертого за рівнем дивізіону країни, а завершував ігрову кар'єру у команді «Альбштадт 07» з Ландесліги (п'ятий дивізіон), за яку виступав протягом 2005—2007 років.

## Виступи за збірні
1984 року дебютував у складі юнацької збірної Німеччини (U-16). З цією збірною став учасником юнацького чемпіонату світу 1985 року в Китаї, а з командою до 20 років зіграв на молодіжному чемпіонаті світу 1987 року в Чилі. На обох турнірах отримав «Золоту бутсу» найкращого бомбардира, забивши у 6 іграх 8 і 7 голів відповідно, а сама збірна на обох турнірах ставала віце-чемпіоном світу, при цьому на другому турнірі саме Вітечек єдиний на дві команди не реалізував післяматчевий пенальті, через що його команда поступилась золотом югославам (4:5 пен.). Загалом на юнацькому рівні взяв участь у 26 іграх, відзначившись 25 забитими голами.
Протягом 1988—1990 років залучався до складу молодіжної збірної Німеччини, з якою став чвертьфіналістом молодіжного чемпіонату Європи 1990 року. Загалом на молодіжному рівні зіграв у 9 офіційних матчах, забив 4 голи. Незважаючи на свої успіхи в молодіжних командах, він ніколи не дебютував у національній збірній Німеччини.

## Титули і досягнення

### Командні
- Чемпіон Німеччини (2):

«Баварія»: 1993–1994, 1996–1997
- Володар Кубка УЄФА (1):

«Баварія»: 1995–1996

### Особисті
- Найкращий бомбардир юнацького чемпіонату світу: 1985 (8 голів)
- Найкращий бомбардир молодіжного чемпіонату світу: 1987 (7 голів)